# Bully (trò chơi điện tử)
Bully (phát hành ở vùng PAL với tên Canis Canem Edit; nghĩa là "dog eat dog" trong tiếng Latinh) là một trò chơi điện tử hành động-phiêu lưu do Rockstar Vancouver phát triển và Rockstar Games phát hành ngày 17 tháng 10 năm 2006 cho PlayStation 2. Một phiên bản làm lại của trò chơi, có phụ đề là Scholarship Edition, do Mad Doc Software phát triển và phát hành vào ngày 4 tháng 3 năm 2008 cho Xbox 360 và Wii, và vào ngày 21 tháng 10 năm 2008 cho Microsoft Windows. Bully đã được phát hành lại cho PlayStation 4 thông qua PlayStation Network vào ngày 22 tháng 3 năm 2016. Một phiên bản cập nhật của Scholarship Edition, có tên là Anniversary Edition do War Drum Studios phát triển và phát hành cho Android và iOS ngày 8 tháng 12 năm 2016.
Trò chơi được chơi từ góc nhìn thứ ba và thế giới mở của trò chơi được điều hướng bằng cách đi bộ, ván trượt, xe mô tô, xe đạp hoặc xe go-kart. Lấy bối cảnh tại thị trấn hư cấu Bullworth, câu chuyện một người chơi xoay quanh kẻ phạm pháp vị thành niên James "Jimmy" Hopkins. Vô tình đăng ký vào Học viện Bullworth trong một năm, Hopkins cố gắng vượt qua các cấp bậc trong hệ thống trường học để ngăn chặn tệ nạn bắt nạt. Người chơi điều khiển Jimmy khi anh cố gắng trở nên nổi tiếng hơn giữa các "bè phái" khác nhau của trường, ngoài việc tham gia các lớp học và hoàn thành các nhiệm vụ phụ. Scholarship Edition có thêm chế độ nhiều người chơi cạnh tranh với nhau để giành điểm số cao nhất trong các lớp học.
Mặc dù có nội dung bạo lực và tình dục gây tranh cãi, Bully vẫn nhận được những đánh giá tích cực, trong đó những lời khen ngợi nhắm vào các nhiệm vụ, câu chuyện và sự phát triển nhân vật của trò chơi. Tuy vậy trò chơi cũng nhận nhiều lời chỉ trích về cách trình bày và trục trặc trong lối chơi. Phiên bản gốc của Bully đã bán được hơn 1,5 triệu bản và nhận được nhiều giải thưởng.

## Lối chơi
Bully là một trò chơi phiêu lưu hành động lấy bối cảnh trong môi trường thế giới mở và được chơi từ góc nhìn người thứ ba. Trò chơi dùng chế độ một người chơi và người chơi sẽ điều khiển cậu học sinh trung học nổi loạn tuổi teen James "Jimmy" Hopkins. Trong suốt câu chuyện, sự trải đời của Jimmy tăng lên thông qua các cấp bậc của các băng nhóm học đường, các nguyên mẫu bao gồm Bullie, Nerd, Preppie, Greaser và Jock. Người chơi hoàn thành các nhiệm vụ — các kịch bản tuyến tính với các mục tiêu đã đặt — để tiến triển qua câu chuyện. Nhiệm vụ thưởng cho người chơi bằng tiền mặt, vật phẩm mới và tăng/giảm sự tôn trọng của một số nhóm nhất định. Nếu một nhóm coi trọng Jimmy, họ sẽ thân thiện với anh ta (và có thể được thuê làm "vệ sĩ" hoặc "cơ bắp"); còn nếu một nhóm coi thường Jimmy, họ sẽ tấn công anh ta ngay. Ngoài nhiệm vụ, người chơi có thể tự do dạo chơi trong thế giới mở của trò chơi, bao gồm thị trấn hư cấu Bullworth và có thể hoàn thành các nhiệm vụ phụ tùy chọn.
Khi không thực hiện nhiệm vụ, người chơi có thể tham gia các lớp học, được giới thiệu dưới dạng minigame. Mỗi khóa học có năm lớp, độ khó tăng dần và vượt qua cả năm lớp là vượt qua khóa học. Các lớp sẽ thưởng cho người chơi các vật phẩm hoặc khả năng quần áo mới. Ví dụ: lớp Tiếng Anh cho phép người chơi xin lỗi các nhân vật có thẩm quyền sau khi vi phạm quy tắc, lớp Hóa cho phép người chơi tạo vũ khí ném được, lớp Địa lý làm nổi bật các bộ sưu tập đặc biệt trên bản đồ của trò chơi và Phòng tập thể dục mở khóa các động tác chiến đấu mới. Không tham gia các lớp học khi chúng có mặt được coi là vi phạm các quy tắc, trừ khi chúng đã được hoàn thành, nếu thế thì chúng trở thành tùy chọn.
Người chơi có thể sử dụng các đòn tấn công và vũ khí melee để chống lại kẻ địch. Các loại vũ khí có sẵn bao gồm súng cao su, túi viên bi và bột ngứa, bom thối, pháo nổ (bao gồm cả pháo nhỏ), gậy bóng chày, ván gỗ và súng spud. Jimmy có thể chạy, nhảy, bơi hoặc sử dụng các phương tiện để điều hướng thế giới trong trò chơi. Các phương tiện có trong trò chơi bao gồm ván trượt, scooter, xe đạp và go-kart. Người chơi cũng có thể bám vào phía sau ô tô đang di chuyển khi đang trên ván trượt, nhưng không thể tự lái ô tô. Các trạm dừng xe buýt nằm ở nhiều địa điểm khác nhau trên thế giới cho phép người chơi nhanh chóng quay trở lại Học viện Bullworth. Nếu người chơi bị sát thương, đồng hồ đo sức khỏe của họ có thể được phục hồi hoàn toàn bằng nhiều kỹ thuật, chẳng hạn như uống sô-đa, có thể mua từ máy bán hàng tự động và hôn một số NPC sau khi tương tác với họ. Khi sức khỏe hoàn toàn cạn kiệt, trò chơi sẽ dừng lại và người chơi sẽ phải hồi sức tại trung tâm y tế gần nhất.
Nếu người chơi vi phạm các quy tắc trong khi chơi, các nhân vật có thẩm quyền của trò chơi (cảnh sát trưởng và cảnh sát) có thể phản hồi như được chỉ ra bởi đồng hồ đo "sự cố" trong màn hình hiển thị hướng lên (HUD). Các mức hiển thị trên đồng hồ cho biết mức độ nghiêm trọng. Các nhân vật chính quyền sẽ cố gắng tóm lấy và khuất phục người chơi, người chơi cũng có thể chống trả. Mức độ nghiêm trọng càng cao, các nhân vật có thẩm quyền sẽ càng khó bắt người chơi hơn; ở cấp độ tối đa, người chơi không thể chống trả được nữa và sẽ bị "bẹp" ngay lập tức nếu bị tóm. Nếu người chơi bị bắt, họ sẽ phải hồi sinh tại đồn cảnh sát gần nhất hoặc văn phòng hiệu trưởng trường học và tất cả vũ khí của họ (súng cao su, ván trượt và máy ảnh) sẽ bị tịch thu. Nếu một lớp học đang diễn ra, người chơi sẽ được đưa đến lớp học đó và buộc phải tham dự (ngay cả khi họ đã hoàn thành lớp học đó). Các nhân vật có thẩm quyền cũng có thể khuất phục các sinh viên khác, nếu họ gây rắc rối.
Phần nhiều người chơi của trò chơi, dành riêng cho Scholarship Edition trên Wii và Xbox 360 và Anniversary Edition sẽ có hai người chơi cạnh tranh nhau để giành được điểm số cao nhất trong cùng một trò chơi nhỏ được sử dụng cho các lớp học. Một người chơi điều khiển Jimmy và người còn lại là Gary Smith.

## Tóm tắt

### Bối cảnh
Bully diễn ra tại thị trấn giả tưởng Bullworth nằm trong vùng New England của Hoa Kỳ. Sau khi bị đuổi khỏi bảy trường học trước đó, nhân vật chính của trò chơi, James "Jimmy" Hopkins, 15 tuổi, được gửi đến trường nội trú tư thục nổi tiếng của thị trấn, Học viện Bullworth, trong một năm khi mẹ anh và chồng mới của bà đi hưởng tuần trăng mật. Khuôn viên trường được thiết kế theo phong cách neo-gothic, tương tự như các trường công lập và các trường cao đẳng ở Anh và New England, chẳng hạn như Fettes College ở Edinburgh. Bản thân trường học là bối cảnh chính của trò chơi, trong khi phần còn lại của thị trấn dần dần được mở khóa khi câu chuyện tiến triển.
Bullworth bao gồm bốn quận chính: Bullworth Town, khu thương mại của thị trấn; Old Bullworth Vale, một khu vực ngoại ô nơi có các dinh thự, bãi biển và hội chợ của thị trấn; New Coventry, một khu đô thị tồi tàn, nghèo nàn, chủ yếu là nhà ở chung cư; và Khu công nghiệp Blue Skies, một khu công nghiệp gồm các nhà máy, tòa nhà công nghiệp, bến tàu của thị trấn và công viên lưu động. Ngoài ra còn có Happy Volts Asylum, một viện tâm thần nằm giữa Khu công nghiệp Blue Skies và Học viện Bullworth.
Bởi vì câu chuyện của trò chơi kéo dài suốt một năm học, ngoại hình của Bullworth sẽ thay đổi giữa các chương, đáng chú ý nhất là trong chương thứ ba, diễn ra vào khoảng mùa Giáng sinh.

### Cốt truyện
Sau khi bị đuổi khỏi Học viện Bullworth, Jimmy Hopkins (Gerry Rosenthal) gặp hiệu trưởng của trường, Tiến sĩ Thaddeus Crabblesnitch (Ralph Gunderman), người đã thúc giục cậu liệu mà "giữ cái mũi cho sạch". Cậu sớm kết bạn với Gary Smith (Peter Vack) và sinh viên năm nhất Peter "Petey" Kowalski (Matt Bush), cả bọn bắt tay nhau cùng cố gắng và khẳng định sự thống trị đối với các "bè phái" khác nhau trong Bullworth: Những kẻ bắt nạt, Nerd, Preppie, Greaser và Jock. Tuy nhiên, Gary ngày càng hoang tưởng nên cuối cùng đã phản bội Jimmy và đâm sau lưng để cậu chống lại Russell Northrop (Cody Melton), thủ lĩnh của Bullies, trong một cuộc chiến ngầm. Jimmy đánh bại Russell và buộc cậu phải ngừng tấn công các học sinh của mình, khiến những kẻ bắt nạt trở nên tôn trọng...

## Phát triển
Rockstar đã công bố Bully vào tháng 5 năm 2005 cho PlayStation 2 và Xbox với ngày phát hành dự kiến ban đầu là tháng 10 năm 2005. Thông tin ban đầu do Take-Two Interactive đưa ra dường như cho thấy rằng người chơi sẽ đóng vai một kẻ bắt nạt và ảnh chụp màn hình được in trong Electronic Gaming Monthly cho thấy nhân vật mà người chơi điều khiển đang "xoáy" và tung một cú đấm vào một học sinh khác. Tuy nhiên, giọng điệu của trò chơi cuối cùng lại khác, với người chơi trong vai một học sinh có vấn đề, đã đứng lên và chiến đấu chống lại những kẻ bắt nạt, thực tế là bắt nạt ngược lại hoặc để tự vệ.
Phiên bản PlayStation 2 của trò chơi sử dụng công cụ nâng cao Grand Theft Auto: San Andreas thông qua RenderWare. Rockstar Vancouver quyết định làm cho mỗi học sinh trong trường có một ngoại hình và tính cách riêng.

## Tiếp nhận

### Đánh giá chuyên môn
Bully đã nhận được đánh giá "nói chung là thuận lợi" từ các nhà phê bình, theo trang tổng hợp đánh giá Metacritic.
Daniel Wilks của Hyper khen trò chơi có "kịch bản thông minh, một số nhiệm vụ mới lạ và các nhân vật được xây dựng tốt". Tuy nhiên, ông chỉ trích nó vì "sự giãn nở thời gian, chất lượng quay không ổn định và các trò chơi nhỏ chung chung".
Tính đến ngày 12 tháng 3 năm 2008, phiên bản PlayStation 2 của Bully đã bán được 1,5 triệu bản theo Take-Two Interactive.

### Bản Remaster
Bully: Scholarship Edition phát hành vào ngày 4 tháng 3 năm 2008 cho Wii và Xbox 360, và ngày 21 tháng 10 năm 2008 cho Microsoft Windows. Theo Metacritic, phiên bản Wii và Xbox 360 nhận được "đánh giá chung là thuận lợi", trong khi phiên bản PC nhận được "đánh giá đa chiều hoặc trung bình". IGN cho bản Wii 8/10 điểm, trong khi phiên bản Xbox 360 nhận được 8.7/10. 1UP.com cho bản Wii điểm A−  và phiên bản Xbox 360 điểm B−. Gameplasma cho bản Wii 9/10 điểm.  Tuy nhiên, phiên bản PC nhận được nhiều đánh giá trái chiều, từ xếp hạng "Tốt" là 7,8 của IGN  tới C− của 1UP.com họ đã gọi nó là "bản chuyển kém chất lượng, không đúng lúc, xét đến thời gian chuyển lâu đến mức nực cười thì bản này giống như một sản phẩm làm vội một cách khó hiểu." GameSpot sau đó đã đánh giá nó với mức đánh giá "công bằng" là 6,0, gọi nó là "bản chuyển chậm chạp của Bully cản trở những người đam mê lớp học cổ điển".

### Giải thưởng
- Thắng giải thưởng của GameSpot cho Nhạc gốc xuất sắc nhất.[33]
- Lọt vào chung kết cho Trò chơi của năm 2006 của GameSpot.[34]
- Gaming Target – 52 trò chơi chúng tôi sẽ vẫn chơi từ tuyển chọn năm 2006.[35]
- Vào năm 2010, trò chơi được đưa vào làm một trong những tiêu đề của cuốn sách 1001 trò chơi điện tử bạn phải chơi trước khi chết.[36]
- Bully: Scholarship Edition đã được đề cử cho giải Diễn viên lồng tiếng xuất sắc nhất cho trò chơi Xbox 360 tại giải thưởng Hay nhất năm 2008 của IGN.[37]
- Phiên bản PlayStation 2 của Bully đã nhận được giải thưởng bán hàng "Bạch kim" từ Entertainment and Leisure Software Publishers Association (ELSPA),[38] cho doanh số bán ít nhất 300.000 bản tại Vương quốc Anh.[39]

## Tranh cãi
Tiêu đề và tính năng chơi trò chơi của Bully đã gây tranh cãi giữa các bậc cha mẹ và nhà giáo dục, những người để ý đến nội dung người lớn trong các trò chơi Rockstar trước đây, bao gồm cả minigame Hot Coffee trong Grand Theft Auto: San Andreas. Các nhóm như Bullying Online và Peaceaholics chỉ trích trò chơi là tôn vinh hoặc tầm thường hóa nạn bắt nạt học đường, mặc dù họ đã phản đối ngay cả trước khi trò chơi được phát hành ra công chúng. Người chơi cũng có thể chọn hôn những cô gái và chàng trai được chọn trong trò chơi, điều mà ESRB đã biết khi xếp hạng sản phẩm. Các hội đồng phân loại thường hạn chế Bully đối với khán giả là thanh thiếu niên: Hội đồng xếp hạng phần mềm giải trí (ESRB) có trụ sở tại Hoa Kỳ đã phân loại trò chơi với xếp hạng T. British Board of Film Classification xếp hạng cho trò chơi 15, Australian Classification Board xếp hạng M, và OFLC của New Zealand đã hạn chế đối tượng từ 13 tuổi trở lên.
 Bully nằm trong danh sách mười trò chơi gây tranh cãi nhất mọi thời đại năm 2007 của trang Yahoo! Games và danh sách năm 2016 của trang GameRant.

### Kiểm duyệt
Bully đã bị cấm ở Brasil. Tháng 4 năm 2008, một thẩm phán Brasil đã cấm buôn bán và nhập khẩu trò chơi. Quyết định dựa trên những phát hiện của ban xã hội tâm lý tiểu bang tuyên bố rằng trò chơi sẽ có khả năng gây hại cho thanh thiếu niên và người lớn. Tuy nhiên, ngày 23 tháng 6 năm 2016, trò chơi đã chính thức phát hành lại ở Brasil trên các phiên bản cho PS4 và PC.
Tuy nghị sĩ Đảng Lao động Anh Keith Vaz lập luận rằng Bully nên bị cấm hoặc phân loại lại thành xếp hạng 18 ở Anh trước khi xuất bản, rốt cuộc trò chơi được phát hành với xếp hạng 15. Currys và PC World, cả hai đều thuộc sở hữu của DSG International, nói rằng họ không muốn bán trò chơi ở Anh vì nó "không phù hợp với hình ảnh thân thiện với gia đình của Currys". Tuyên bố liệt kê những gì Currys tin là "mối liên hệ rõ ràng giữa bạo lực và trẻ em" là lý do đằng sau lệnh cấm. Bất chấp quyết định này, các nhà bán lẻ khác bao gồm Game, HMV và Virgin Megastores đã ra thông báo có ý muốn phân phối trò chơi.
Trước cả đánh giá của ESRB và việc phát hành Bully, Jack Thompson đã đệ đơn kiện nhằm cố gắng cấm trò chơi lên các kệ hàng ở Florida. Thompson tuyên bố trò chơi là một "sự phiền toái" và "trò chơi giả lập kiểu Columbine". Đơn kiện của Thompson được đệ trình lên Tòa án Tư pháp số 11, yêu cầu Wal-Mart và Take-Two Interactive cung cấp cho mình một bản sao trước của Bully để ông yêu cầu "một bên thứ ba độc lập" chơi và xác định xem nó có cấu thành tội danh phiền toái công cộng ở bang Florida hay không, nếu có thì nó có thể bị cấm. Take-Two Interactive đã đề nghị cung cấp một bản sao và để cả thẩm phán cùng Thompson xem trò chơi trong phòng thẩm phán vào ngày 12 tháng 10 năm 2006. Ngày 13 tháng 10 năm 2006, thẩm phán Ronald Friedman ra phán quyết ủng hộ việc bán trò chơi, lưu ý rằng không có nội dung nào trong trò chơi chưa được chiếu trên kênh truyền hình nửa đêm. Thompson đáp lại phán quyết bằng một bài phát biểu nảy lửa nhắm vào thẩm phán. Khi xem bản dựng trước, các phương tiện truyền thông chính thống của Mỹ đã có cái nhìn tích cực về trò chơi. Báo chí đưa tin mô tả trò chơi là dạng tự do, tập trung vào việc xây dựng mạng xã hội và học các kỹ năng mới từ các lớp học, với các hình phạt được thực thi nghiêm ngặt đối với hành vi sai trái nghiêm trọng.